# Centre pour la langue grecque
Le Centre pour la langue grecque (en grec : Κέντρο Ελληνικής Γλώσσας) est un centre culturel dont le but est de promouvoir la langue grecque et la culture grecque. Il est situé à Thessalonique, et a aussi un bureau à Athènes. Il fut créé en 1994. Il dépend du ministère grec de l’Éducation, et il est lié à l’université Aristote de Thessalonique.